# Mohammed El Gahs
Mohammed El Gahs est un homme politique marocain,  né le 30 septembre 1963 à Taza. Il a été nommé secrétaire d'État auprès du ministre de l'Education nationale et de la Jeunesse, chargé de la Jeunesse.

## Parcours
- Il a poursuivi des études en droit à la Faculté de droit et des sciences économiques de l'université de Nancy II (France) et en journalisme à l'école de journalisme de Strasbourg (France).

- Titulaire d'une maîtrise às-sciences économiques, d'un DEA en gestion et d'un DES en Journalisme, il a été depuis 1993 Directeur-adjoint et Directeur de la rédaction du quotidien "Libération".

- Il a mené des travaux de recherche en management stratégique, en relation euro-maghrébinees, en marketing politique et en transfert de technologie.

- Il a été élu député de l'Union Socialiste des Forces Populaires (USFP) le 27 septembre 2002 dans la circonscription Bernoussi-Zenata.